# Henry d'Ormesson (haut fonctionnaire)
Pour les articles homonymes, voir Ormesson.
Pour les autres membres de la famille, voir Famille Lefèvre d'Ormesson.
Ne pas confondre avec Henri Lefèvre d'Ormesson ou avec Henri François de Paule Lefèvre d'Ormesson.
Henry Lefèvre d'Ormesson, marquis d'Ormesson, né à Paris 16e le 20 avril 1921 où il est mort le 24 décembre 1995, est un haut fonctionnaire français.

## Biographie

### Famille
Fils d’André d'Ormesson, il est le frère de l’écrivain Jean d'Ormesson et le cousin de l’homme politique Olivier d'Ormesson.

### Carrière
Il est diplômé de l’École libre des sciences politiques, et licencié en droit. En mars 1946, il entre à l’École nationale d’administration (ENA) dans la première promotion baptisée « France combattante », promotion dont il sortira major, requalifié second sur sanction disciplinaire pour manque d'assiduité.
À sa sortie de l’ENA en juillet 1947, il entre dans le corps de l’inspection des Finances. Nommé inspecteur des finances en 1949, il est chargé de mission à l’inspection générale en 1950. Chargé de mission, puis directeur adjoint des finances au Maroc de 1951 à 1955, il est appelé en mars 1955 au cabinet de Pierre Abelin, secrétaire d’État aux Affaires économiques, en qualité de conseiller technique.
Directeur général adjoint de la Banque centrale des États de l'Afrique équatoriale et du Cameroun en 1956, il est conseiller technique au cabinet de Robert Buron, ministre des Travaux publics, des Transports et du Tourisme de juin 1958 à mai 1959. Nommé en 1959 à Électricité de France, il est nommé successivement directeur général des services financiers et juridiques en 1967, puis inspecteur général, chargé de l’inspection générale de 1976 à 1986. Haut fonctionnaire, inspecteur général des Finances à partir de 1971, il est membre du Conseil supérieur du gaz et de l’électricité.
Il est élevé à la dignité d’inspecteur général des finances honoraire et meurt à l’âge de soixante-quatorze ans en 1995.

## Distinctions
- Officier de la Légion d'honneur[Quand ?]
- Commandeur de l'ordre national du Mérite
- Croix de guerre 1939–1945
- Officier de l'ordre du Mérite agricole
- Chevalier de l'ordre de l'Économie nationale